# 1-й Кирпичный переулок
1-й Кирпичный переулок — переулок в районе Соколиная Гора Восточного административного округа города Москвы.

## Описание
Расположен между Измайловским шоссе и 10-й улицей Соколиной Горы. Пересекается с Кирпичной и Вольной улицами. Переулок имеет по одной полосе для движения в каждом направлении.

## История
Образован в 1922 году как Кирпичный переулок. Получил название по находившемуся рядом кирпичному заводу. 19 декабря 1928 года переименован в 1-й Кирпичный переулок.